# Matancillas (Villazón)
Matancillas ist eine Ortschaft im Departamento Potosí im südamerikanischen Anden-Staat Bolivien.

## Lage im Nahraum
Matancillas ist – nach Villazón – der zweitbevölkerungsreichste Ort im Kanton Villazón im Municipio Villazón in der Provinz Modesto Omiste. Die Ortschaft liegt auf einer Höhe von 3427 m unmittelbar nördlich von Villazón am Río Lampaya, der über den Río Sococha mit dem Río San Juan del Oro verbunden ist, der wiederum zum Río Pilcomayo führt.

## Geographie
Matancillas liegt im südlichen Teil der kargen Hochebene des bolivianischen Altiplano. Das Klima ist wegen der Binnenlage kühl und trocken und es herrscht ein typisches Tageszeitenklima, bei dem die mittleren Temperaturschwankungen zwischen Tag und Nacht in der Regel deutlich größer sind als die jahreszeitlichen Schwankungen.
Die Jahresdurchschnittstemperatur liegt bei 11 °C (siehe Klimadiagramm Villazón) und schwankt nur unwesentlich zwischen gut 5 °C im Juni/Juli und gut 14 °C von November bis März. Der Jahresniederschlag beträgt nur etwa 350 mm, mit einer stark ausgeprägten Trockenzeit von April bis Oktober mit Monatsniederschlägen unter 10 mm, und einer schwach ausgeprägten Feuchtezeit von Dezember bis Februar mit 70 bis 90 mm Monatsniederschlag.

## Verkehrsnetz
Matancillas liegt in einer Entfernung von 350 Straßenkilometern südlich von Potosí, der Hauptstadt des gleichnamigen Departamentos, und nur wenige Kilometer entfernt von der Grenze zu Argentinien.
Von Potosí aus führt die vom Titicacasee kommende Nationalstraße Ruta 1 nach Südosten und erreicht nach 37 Kilometern die Ortschaft Cuchu Ingenio. Hier zweigt die Ruta 14 ab, die in südlicher Richtung über Tumusla, Cotagaita und Hornillos nach 224 Kilometern die Stadt Tupiza erreicht. Von dort aus führt die Ruta 14 weiter über Suipacha, Yuruma, Mojo nach Cuartos und endet südlich von Matancillas bei Villazón an der argentinischen Grenze. Inzwischen ist die gesamte Wegstrecke von Potosí bis Villazón asphaltiert.

## Bevölkerung
Die Einwohnerzahl der Ortschaft ist in den vergangenen Jahrzehnten auf das Vierfache angestiegen:
| Jahr | Einwohner | Quelle       |
| ---- | --------- | ------------ |
| 1992 | unter 200 | Volkszählung |
| 2001 | 540       | Volkszählung |
| 2012 | 801       | Volkszählung |
| 2024 |           | Volkszählung |

Die Region weist einen deutlichen Anteil an Quechua-Bevölkerung auf, im Municipio Villazón sprechen 37,8 Prozent der Bevölkerung Quechua.